# Сонячне динамо
Сонячне динамо — фізичний процес, відповідальний за генерацію магнітних полів на Сонці, різновид магнітного гідродинамічного динамо.
Спостереження магнітних полів на Сонці, які велися з початку XX століття, показали, що їх інтенсивність змінюється, причому зміни носять циклічний характер. На початку 11-річного сонячного циклу великомасштабне сонячне магнітне поле спрямоване переважно вздовж меридіанів (прийнято говорити, що воно є «полоїдальным») і має приблизно дипольну конфігурацію. У максимумі циклу воно змінюється спрямованим приблизно вздовж паралелей (т. зв. «тороїдальним») магнітним полем сонячних плям, яке в кінці циклу знову змінюється полоїдальним — при цьому його напрямок протилежно тому, що спостерігалася 11 років тому («закон Хейла»).
Модель сонячного динамо покликана пояснити згадані спостережувані особливості. Так як провідність сонячної плазми досить висока, магнітні поля в конвективній зоні Сонця описуються магнітною гідродинамікою. Через те, що екваторіальні області Сонця обертаються швидше, ніж полярні (ця особливість називається «диференціальне обертання»), спочатку полоїдальне поле, захоплюючись обертовою плазмою, повинно розтягуватися вздовж паралелей, набуваючи тим самим тороїдальну компоненту. Однак для забезпечення замкнутого самопідтримуючого процесу тороїдальне поле повинно якимось чином знову перетворюватися в полоїдальне. Деякий час було незрозуміло, як це відбувається. Більш того, теорема Каулінга прямо забороняла стаціонарне вісесиметричне динамо. У 1955 році американський астрофізик Юджин Паркер у своїй класичній роботі 
показав - обсяги сонячної плазми, що піднімаються, повинні обертатися за рахунок сил Коріоліса, і захоплюємі ними тороїдальні магнітні поля можуть перетворюватися в полоїдальні (так званий «альфа-ефект»). Тим самим була збудована модель розподілу сонячного динамо.
На теперішній час запропоновані численні моделі сонячного динамо, які складніше, ніж запропонована Паркером, проте, в своїй більшості, походять до останньої. Зокрема, передбачається, що генерація магнітних полів відбувається не у всій конвективній зоні Сонця, як це вважалося раніше, а в так званому «тахоклині» — порівняно вузькій області поблизу кордону конвективної і променистої зон Сонця, на глибині близько 200 000 кілометрів під фотосферою Сонця, де швидкість обертання різко змінюється. Створене в цій області магнітне поле піднімається до поверхні Сонця за рахунок магнітної плавучості.
Деталі механізму сонячного динамо розкриті не повністю і є предметом сучасних досліджень.

## Дивись також
- Модель Бебкока